# Francesc Soro Juan
Quico Soro, conegut com a Soro III, és un jugador professional d'escala i corda en la posició de rest, guanyador sis voltes del Campionat Individual d'Escala i Corda.

## Biografia
Francesc Soro i Juan nasqué a Massamagrell (l'Horta de València) el 29 de juny de 1984 en una família dedicada a la pilota valenciana: el seu avi, Batiste Soro Pena, fundà el trinquet Tio Pena, els fills del qual jugaven com a Soro I i Soro II. Com Genovés II, el jove Quico Soro volia ser futboliste, però hagué de canviar d'esport per un problema de l'esquena. Iniciat en la galotxa, Soro III debutà com a escalater l'any 2000 al trinquet de Pelayo de València i es professionalitzà l'any 2005 amb l'aparició de l'empresa ValNet.
L'any 2009 s'estrenà en el XVIII Circuit Bancaixa amb Tato d'Altea i un altre massamagrellenc, Oñate II: el trio quedà primer en la classificació general amb quinze victòries seguides, encara que perdé la final contra el trio de Genovés II. Tres mesos després guanyà la seua primera competició oficial: la II Copa d'Escala i corda President de la Diputació de València, en trio amb Fèlix i un altre massamagrellenc, Héctor II.
En 2010, després de disputar diverses finals, hagué de ser substituït per Miguel de Petrer al començament del II Trofeu President de la Diputació de Castelló per una baixa post-operació. amb tot, eixe any aplegà per primera volta a la final del Trofeu Individual Bancaixa en una edició marcada per l'absència d'Álvaro de Faura, la lesió de Genovés II i l'estrena del trinquet de la Ciutat de la Pilota contra Miguel, el qual guanyà la partida 55 per 30.
Al començament del 2011, una lesió al muscle l'obligà a abandonar el Circuit Bancaixa 10/11, però després de guanyar els trofeus de Vila-real i la Diputació de Castelló, aplegà de nou a la final del XXVI Individual contra el llavors decacampió Álvaro, que es resolgué 60 per 55 a favor del de Faura; abans d'acabar l'any, ambdós jugadors es tornaren a enfrontar en la final del V Màsters Ciutat de València, guanyada 60 a 50 per Soro III.
L'any 2012, després de guanyar quatre trofeus aplegà a la final de l'Individual per tercer any seguit en una altra convocatòria notable per les lesions d'Álvaro, Miguel i Genovés II: dels quatre semifinalistes, Fageca, Puchol II, Santi de Finestrat i Soro III, est últim era el més veterà; Soro guanyà la final 60 per 25 contra Santi, el segon mitger després de Grau en disputar una final individual. L'ajuntament del seu poble i l'escola La Masia de Museros, on cursà fins quart d'ESO, foren les primeres institucions a retre-li homenatge.
L'expectació d'un desafiament mà a mà entre el campió vigent, Soro III, i l'onze voltes guanyador de l'individual, Álvaro, era tan gran que ValNet es va veure obligada a desmentir els rumors d'una partida que finalment se celebrà Llíria i en la qual Quico, de roig, guanyà 60 per 45. Álvaro no perdia un mà a mà des del 2004.
Soro guanyaria tres edicions de l'Individual seguides, obtenint una feninde. En l'edició de 2015, Soro arribava com a vigent campió, però amb dubtes, tant pel seu estat de joc com per l'ascens de Puchol II. Tanmateix, arribà a la final i va protagonitzar una remuntada, passant d'anar perdent per 35 a 50 i val-15 en contra, a guanyar la partida per un resultat de 60-50, aconseguint el seu quart trofeu. Finalment, en 2016, Puchol s'imposaria a Soro per 50-60. Tornaria a imposar-se en la final el 2017, així com el 2019 en una mítica final contra Genovés II. Finalment, es retirà de la competició el 2021.

## Galeria
- Entrevista a La Represa, tot just després de guanyar el XXX Individual.
- Entrevista a Colp a Colp, anterior a la celebració del XXXI Individual.

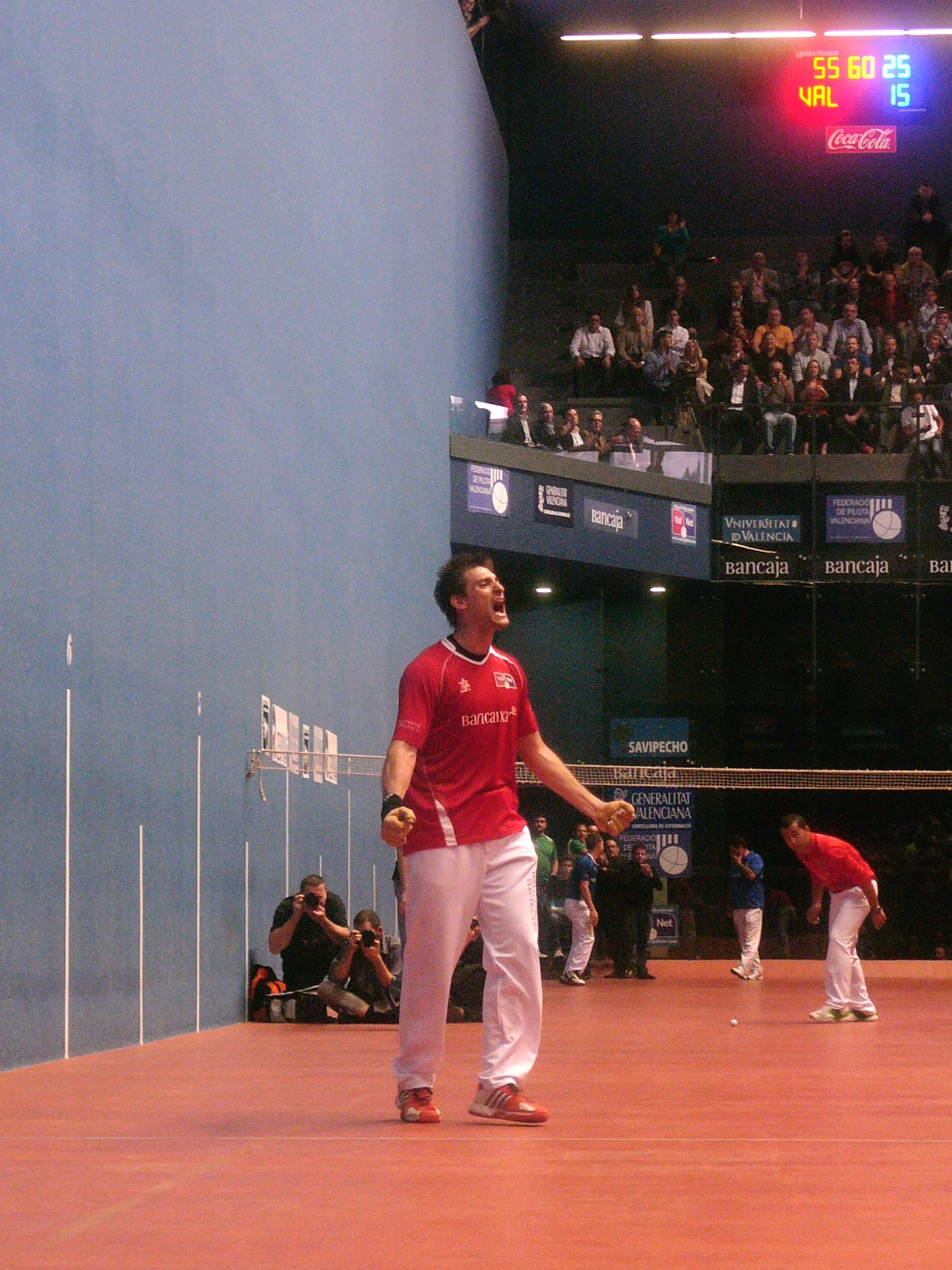
Soro III només guanyar el XXVII Individual, el 21 d'octubre del 2012.
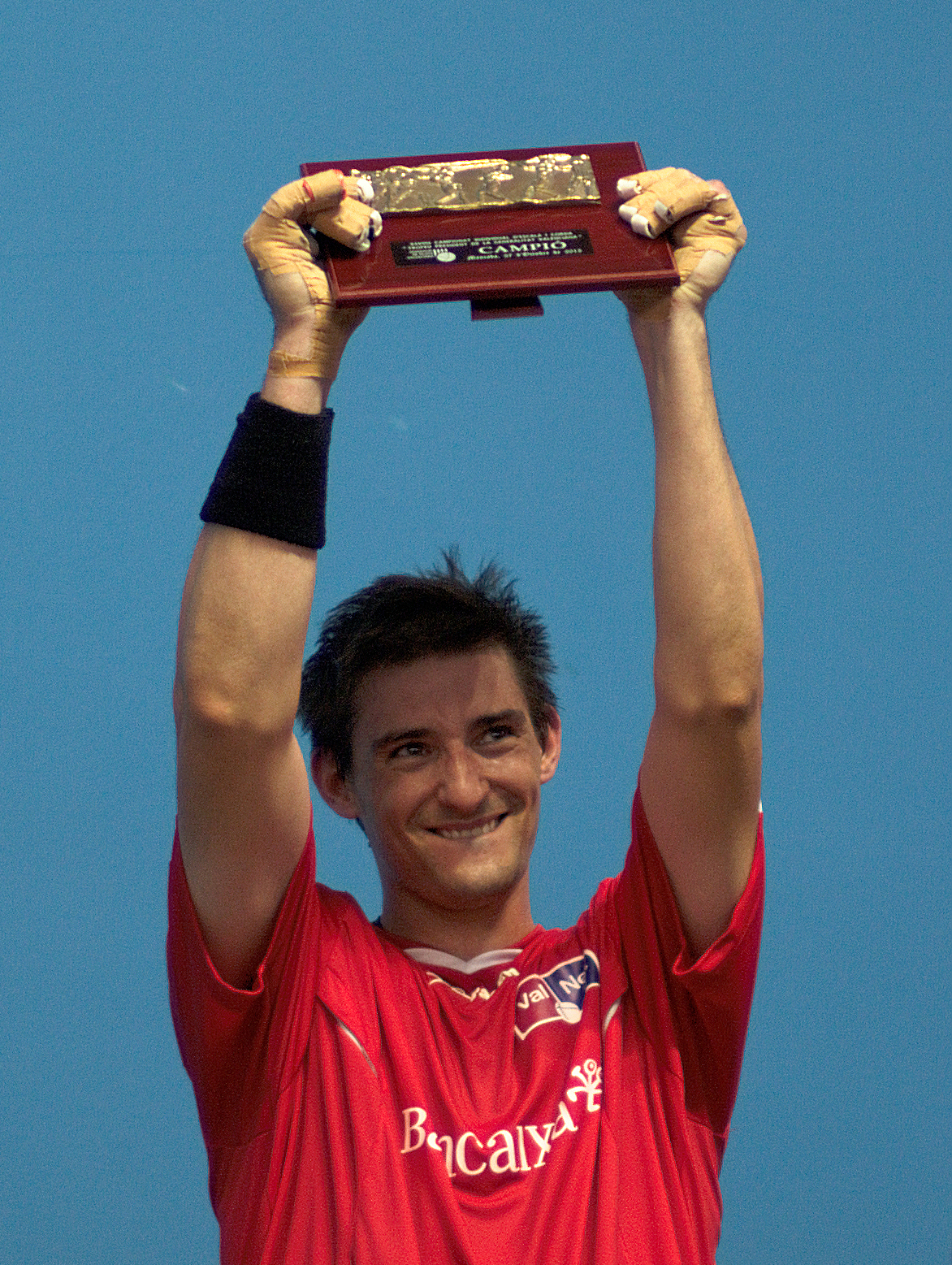
Soro III amb el títol del XXVIII Individual, el 27 d'octubre del 2013.
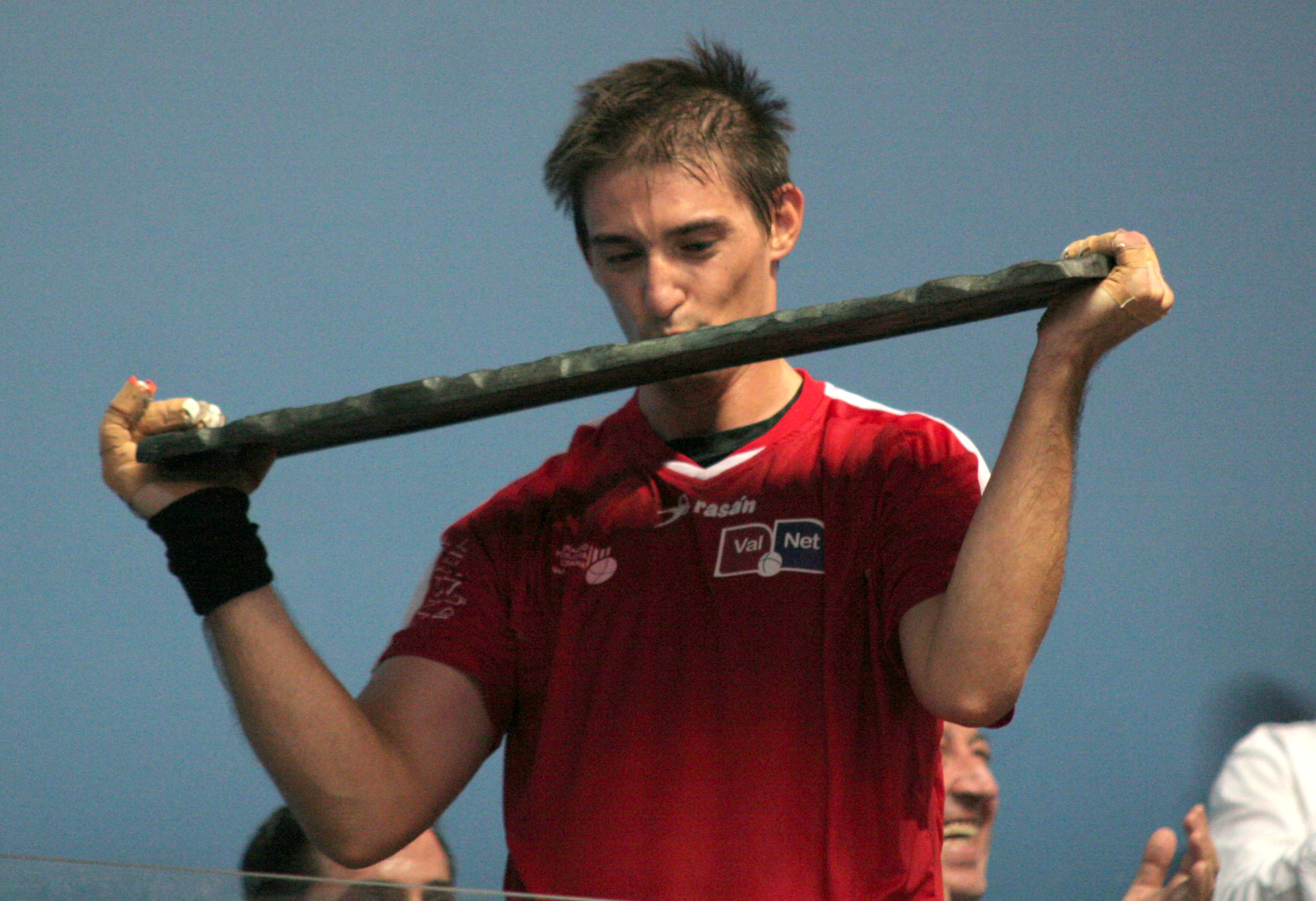
Soro besa la feninde després d'imposar-se al XXIX Individual, 26 d'octubre de 2014.
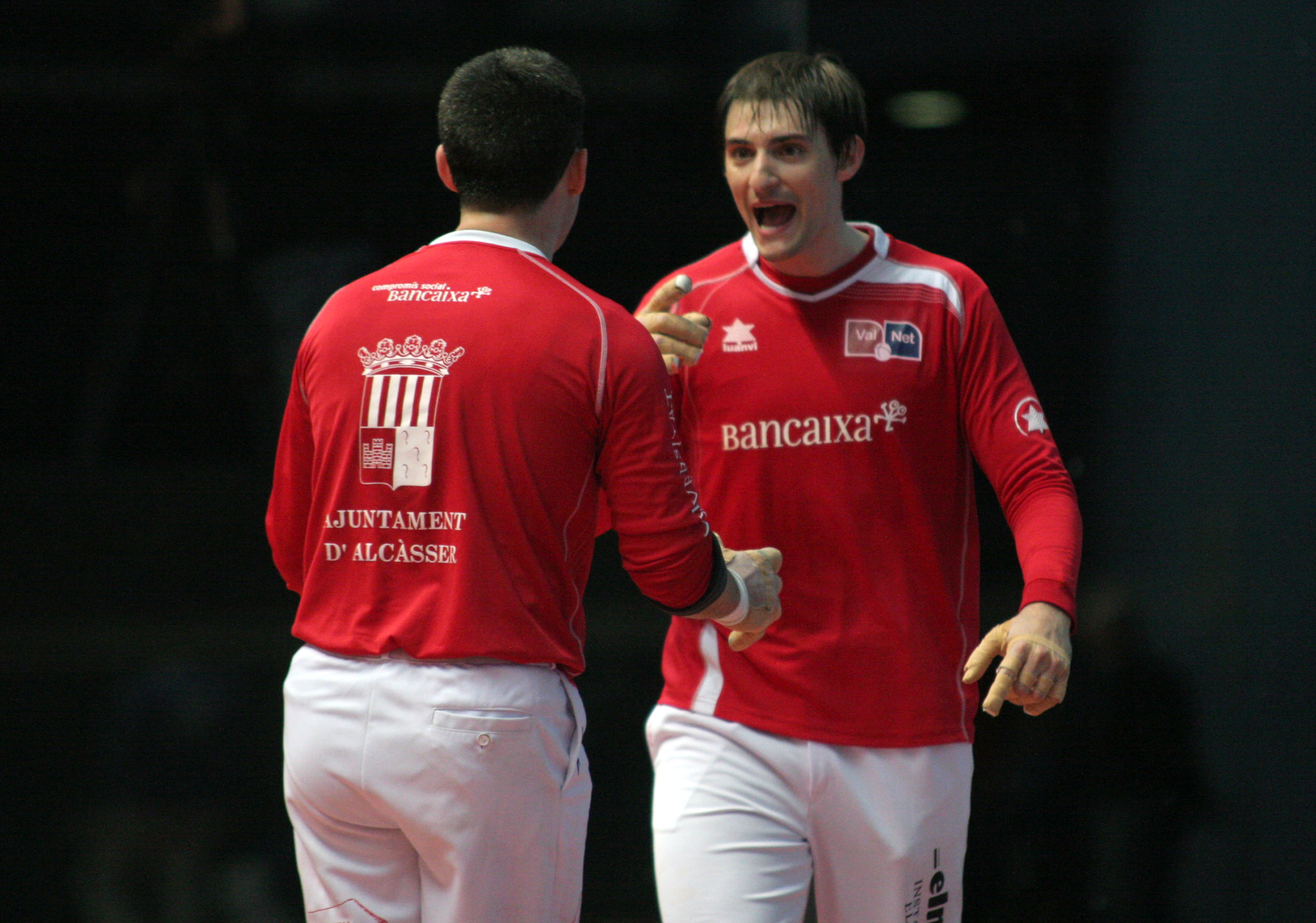
Soro i Jesús de Silla a la final del Circuit Bancaixa 2012/13.
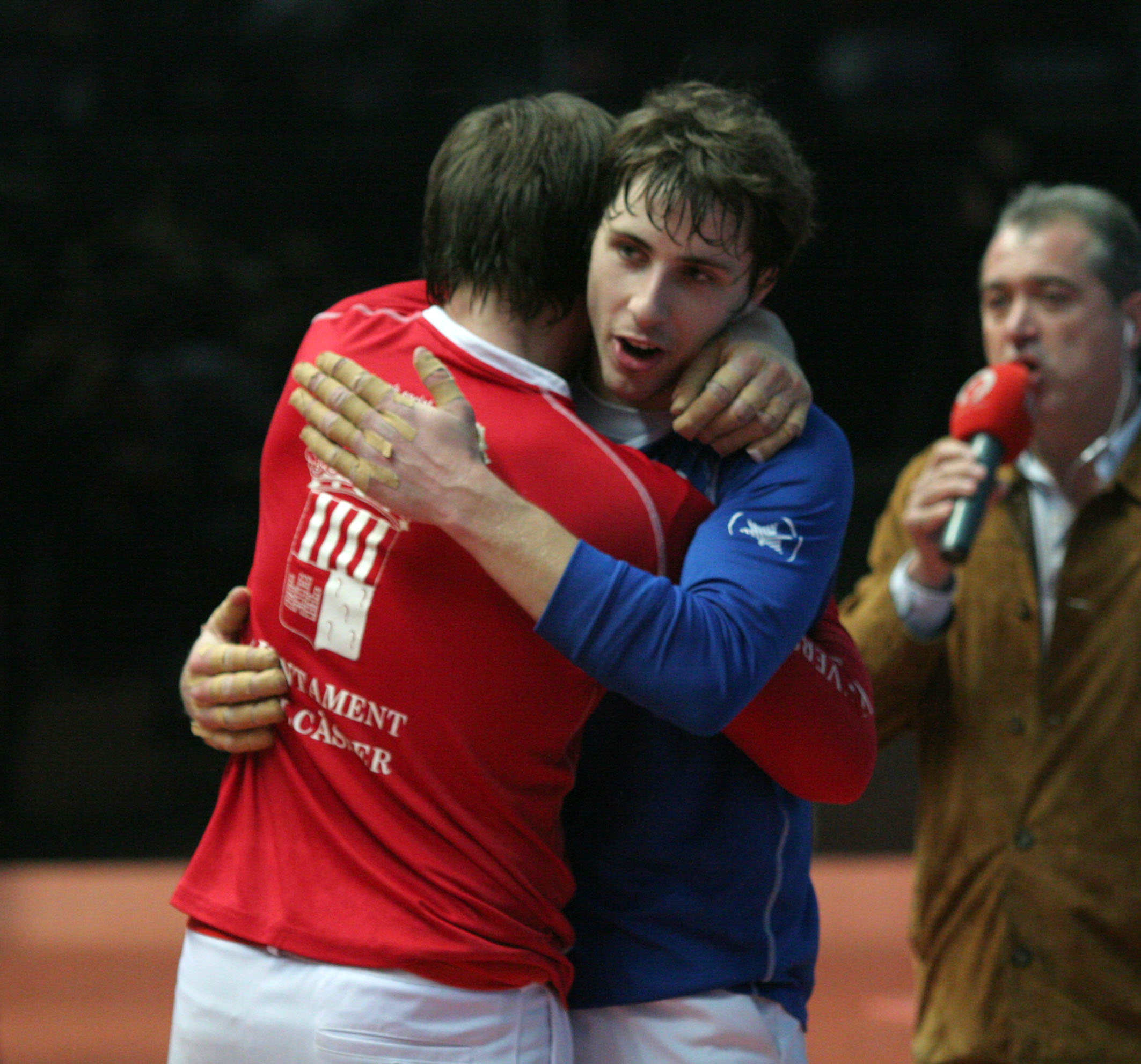
Abraçant-se al seu rival Puchol II, després d'imposar-se a la final del Circuit Bancaixa 2012/13.
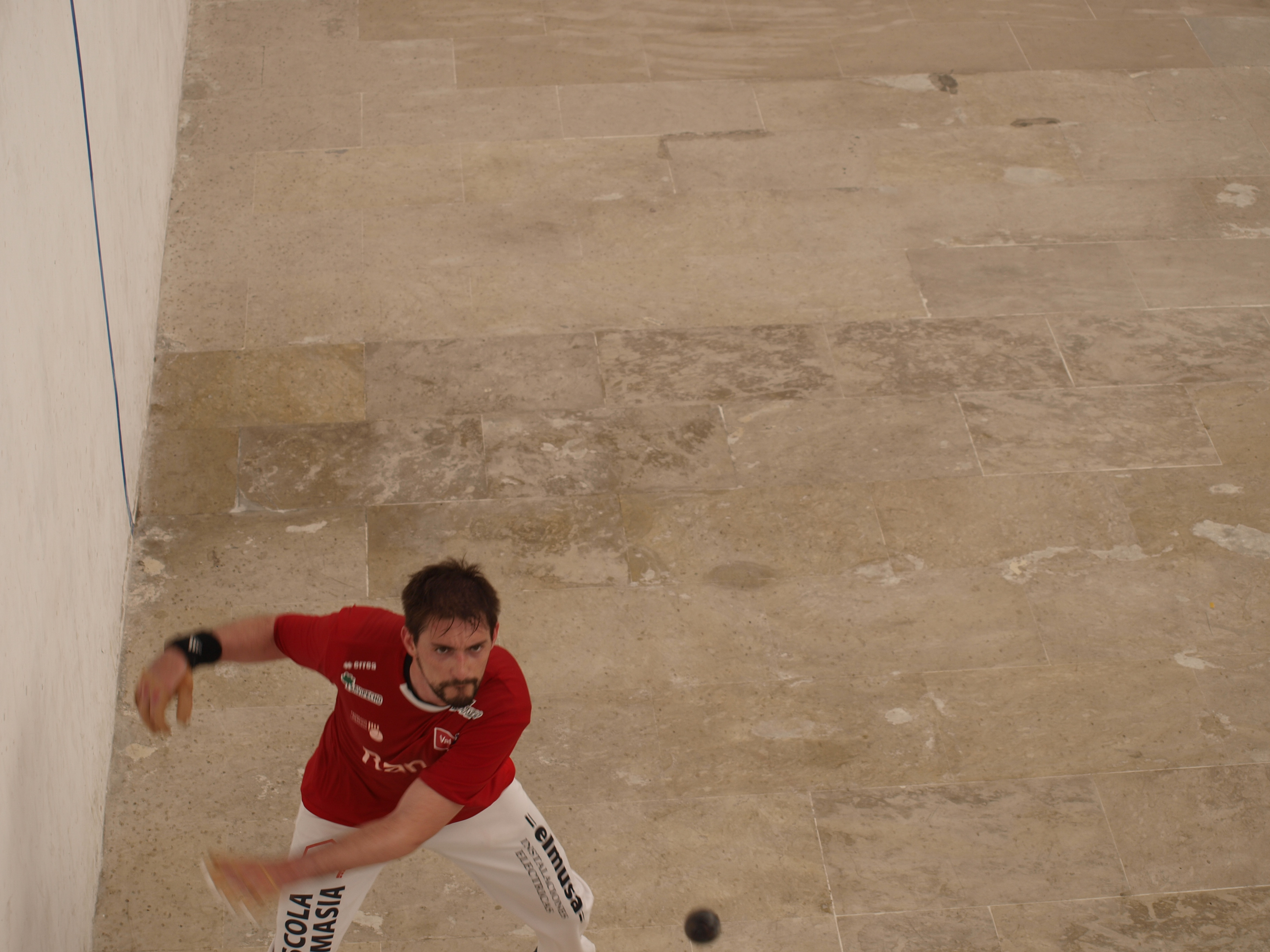
Soro acaça una pilota que cau de la galeria del rest, XXVI Lliga, 7 de maig del 2017.

## Palmarés
| A.   | Competició                                     | Resultat  | Observacions              |
| ---- | ---------------------------------------------- | --------- | ------------------------- |
| 2019 | XXXIV Individual                               | campió    | contra Genovés II         |
| 2009 | XVIII Lliga Professional d'Escala i Corda      | subcampió | amb Tato i Oñate II       |
| 2016 | XXV Circuit Professional d'Escala i Corda      | subcampió | amb Salva                 |
| 2017 | XXVI Lliga Professional d'Escala i Corda       | subcampió | amb Javi                  |
| 2010 | XXV Individual d'Escala i Corda                | subcampió | contra Miguel             |
| 2011 | XXVI Individual d'Escala i Corda               | subcampió | contra Álvaro             |
| 2012 | XXVII Individual d'Escala i Corda              | campió    | contra Santi              |
| 2013 | XXVIII Individual d'Escala i Corda             | campió    | contra Àlvaro             |
| 2014 | XXIX Individual d'Escala i Corda               | campió    | contra Fageca             |
| 2015 | XXX Individual d'Escala i Corda                | campió    | contra Puchol II          |
| 2016 | XXXI Individual d'Escala i Corda               | subcampió | contra Puchol II          |
| 2017 | XXXII Individual d'Escala i Corda              | campió    | contra Pere Roc II        |
| 2003 | VI Lliga Caixa Popular                         | campió    | amb Javi                  |
| 2003 | Trofeu el Corte Inglés                         | campió    | trofeu juvenil de galotxa |
| 2004 | Individual Sub 23 Bancaixa                     | campió    |                           |
| 2008 | Trofeu Mercader-Velarte de Massamagrell        | campió    | amb Dani i Tino           |
| 2008 | III Trofeu Ciutat de Llíria                    | campió    | amb Sarasol II i Tino     |
| 2009 | IV Trofeu Universitat de València              | subcampió | amb Dani                  |
| 2009 | II Copa Diputació de València                  | campió    | amb Fèlix i Héctor II     |
| 2009 | I Trofeu Festes Fundacionals de Massamagrell   | subcampió | amb Grau                  |
| 2009 | VII Trofeu Caixa Rural de Vila-real            | subcampió | amb Grau                  |
| 2009 | I Trofeu President de la Diputació de Castelló | subcampió | amb Fèlix                 |
| 2010 | II Super Copa Professional d'Escala i Corda    | subcampió | amb Fèlix i Héctor II     |
| 2010 | VIII Trofeu Vidal                              | campió    | amb Félix i Jesús         |
| 2010 | VIII Trofeu Caixa Rural de Vila-real           | subcampió | amb Javi                  |
| 2010 | XXI Trofeu Tio Pena de Massamagrell            | subcampió | amb Javi                  |
| 2010 | 43 Trofeu Moscatell                            | campió    | a galotxa, amb Grau       |
| 2010 | VI Trofeu Hnos. Viel                           | campió    | amb Raúl II               |
| 2010 | VIII Trofeu Mancomunitat de la Ribera Alta     | campió    | amb Sarasol II i Héctor   |
| 2010 | II Trofeu Superdeporte                         | subcampió | amb Sarasol II            |
| 2011 | IX Trofeu Caixa Rural de Vila-real             | campió    | amb Tato i Héctor         |
| 2011 | III Trofeu Diputació de Castelló               | campió    | amb Dani                  |
| 2011 | V Màsters Ciutat de València                   | campió    | amb Javi i Tino           |
| 2012 | VII Trofeu Universitat de València             | campió    | amb Dani                  |
| 2012 | XXIII Trofeu Tio Pena de Massamagrell          | campió    | amb Javi                  |
| 2012 | X Trofeu Caixa Rural de Vila-real              | campió    | amb Dani                  |
| 2012 | IV Trofeu Diputació de Castelló                | campió    | amb Fèlix i Santi         |
| 2012 | VIII Trofeu Hnos. Viel                         | campió    | amb Pere i Carlos II      |
| 2012 | IV Trofeu Superdeporte                         | campió    | amb Héctor                |